# ワイキキの結婚
『ワイキキの結婚』（ワイキキのけっこん、Waikiki Wedding）は、フランク・タトル（英：Frank Tuttle）監督、ビング・クロスビー主演で、1937年に公開されたアメリカ合衆国のミュージカル映画。

## 概要
劇中のビング・クロスビーは、ハワイの魅力を宣伝するパイナップル缶詰会社のPRマン、トニー・マーヴィン (Tony Marvin) を演じている。主演女優シャーリー・ロスの役柄は、地元のコンテストの懸賞でハワイ旅行に来た美女だが、ハワイが気に入らず文句ばかり言っている。共演のボブ・バーンズ (Bob Burns) とマーサ・レイ (Martha Raye) は、コミックリリーフを務めている。脇役の中には、若きアンソニー・クインもいた。この映画は、当時RKOが制作していたフレッド・アステアとジンジャー・ロジャースが共演する一連の映画に対抗すべく、パラマウント映画が制作したものであった。
この映画で最も有名なのは、ハリー・オーウェンス (Harry Owens) が作詞作曲し、1937年の第10回アカデミー賞（アカデミー歌曲賞）を受賞した主題歌「スウィート・レイラニ (Sweet Leilani)」である。この他にもこの映画には、「ブルー・ハワイ」、「フラの天国 (In a Little Hula Heaven)」、「Nani Ona Pua」、「Okolehao」、「Sweet is the Word for You」などが使われている。